# Dave Van Ronk
Dave Van Ronk (New York, 30 juni 1936 – aldaar, 10 februari 2002) was een Amerikaans volkszanger.

## Biografie
Van Ronk heeft zijn hele leven in de stad New York gewoond. Zijn ouders waren van Ierse komaf. Hij werd geboren in het stadsdeel Brooklyn en verhuisde op circa negenjarige leeftijd naar Queens en later naar Greenwich Village, in het stadsdeel Manhattan. Zijn bijnaam was "burgemeester van MacDougal Street".
Zijn muzikale carrière begon rond 1951. Hij is het bekendst als pionier van de akoestische blues, maar zijn werk heeft ook veel weg van Engelse ballads, rock, New Orleans Jazz en swing. Tevens was hij een pionier op het gebied van de akoestische ragtime-gitaar. Hij was een van de grote inspirators voor Bob Dylan en Joni Mitchell. Van Ronk heeft een grote invloed gehad op het New Yorkse muziekleven van de jaren zestig.
Van Ronk overleed in 2002 aan kanker.
- Bibsys: 14003759
- Bibliothèque nationale de France: cb13929469s (data)
- Gemeinsame Normdatei: 131671936
- International Standard Name Identifier: 0000 0000 5515 0736
- Library of Congress Control Number: n82059312
- MusicBrainz: c07a8ae5-3322-482f-9bfe-27448a2cf593
- Bibliotheek van het Japanse parlement: 001172874
- Nationale Bibliotheek van Tsjechië: xx0203457
- Nationale Bibliotheek van Israël: 987007386847705171
- Nederlandse Thesaurus van Auteursnamen: 100594689
- Réseau des bibliothèques de Suisse occidentale: 02-A023867156
- Istituto Centrale per il Catalogo Unico: VIAV155798
- SNAC: w6wr5g79
- Système universitaire de documentation: 174695837
- Virtual International Authority File: 72735552
- WorldCat: E39PBJy8vhMVMVx7pHWft4TvHC